# Metropolitana della Mecca
La metropolitana della Mecca (in arabo مترو مكة المكرمة) è la metropolitana che serve la città saudita della Mecca.

## Storia
La prima linea della metropolitana, la Linea S, lunga 18,1 chilometri per 9 stazioni, venne aperta all'esercizio il 15 novembre 2010. 
Nell'agosto 2012 venne annunciato dal governo dell'Arabia Saudita che sarebbero state costruite 4 nuove linee, le linee A, B, C e D, i cui lavori sarebbero dovuti iniziare prima nel 2012, poi nel 2014. Tuttavia a febbraio 2017 i lavori ancora non erano iniziati.

## Operazioni
La linea S, unica linea attiva, è la linea della metropolitana predisposta a portare il maggior numero di passeggeri giornalieri, tuttavia è operativa solo 7 giorni l'anno durante l'Hajj.